# Intel MCS-48

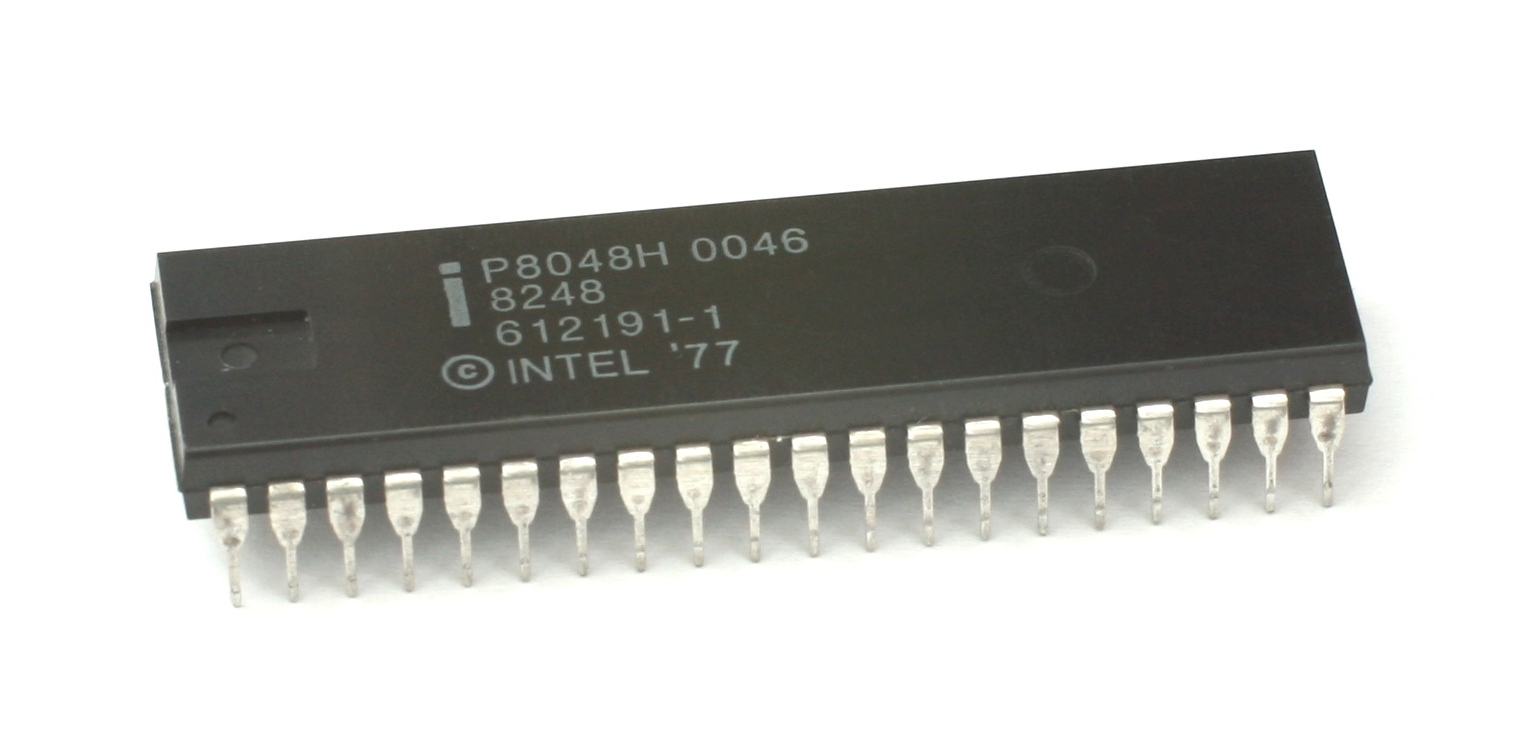
Il microcontrollore Intel 8048

Gli integrati della serie MCS-48 sono stati i primi microcontrollori realizzati da Intel. Il capostipite nonché il chip più noto della serie è stato l'Intel 8048, commercializzato a partire dal 1976. Oltre all'Intel 8048 la serie comprendeva altri chip, che differivano tra di loro per il differente tipo e quantitativo di memoria interna o il numero ed il tipo di periferiche integrate.

## Storia
Agli inizi degli anni settanta Texas Instruments produsse quello che è considerato essere il primo microcontrollore della storia, il TMS 1000 venduto in quantità industriale intorno al paio di dollari dell'epoca. Esso fu inventato per ridurre al minimo il numero di integrati necessari a realizzare un circuito: infatti, un microcontrollore integra non solo la CPU, l'unità centrale che elabora i dati, ma anche le memorie necessarie a contenere il programma ed i dati che esso elabora nonché le periferiche necessarie per comunicare con l'esterno. Un microcontrollore è in pratica un microcomputer in un singolo chip che contiene tutto ciò che serve a gestire un sistema digitale.
Anche Intel decise di entrare in quel mercato e nel 1976 rilasciò il suo primo microcontrollore, l'Intel 8048, seguito da diversi modelli che differivano per alcune caratteristiche tecniche. Tutta la serie prese il nome di MCS-48, dove "MCS" stava per "Micro-Control System" e "48" indicava la sigla del capostipite della famiglia.
L'Intel 8048 è stato eclissato in popolarità dal più famoso Intel 8051, messo in commercio qualche anno dopo ma, nonostante questo, esso è stato utilizzato fino agli inizi del terzo millennio per la realizzazione di dispositivi elettronici di basso prezzo proprio grazie alla sua semplicità d'uso e economicità.

## Caratteristiche tecniche
I microcontrollori della serie MCS-48 sono basati su una CPU ad 8 bit. I primi modelli, come l'Intel 8048 sono stati realizzati inizialmente con logiche NMOS, per passare a quelle CMOS agli inizi degli anni '80 del XX secolo. Questi microcontrollori sono basati su un'architettura Harvard modificata grazie a cui possono indirizzare memoria programma (di tipo ROM ma anche EPROM) esterna al chip. Le porte di Input/Output sono mappate nello spazio di indirizzamento proprio della CPU, separato dallo spazio di indirizzamento della memoria del programma e di quella dei dati. Il microcontrollore richiede una sola alimentazione a 5 Volt e quasi tutte le istruzioni (più di 90) occupano 1 solo byte. L'architettura dell'Intel 8048 è stata ispirata in parte dal microprocessore Fairchild F8.

## Varianti
| Micro | Mem. programma interna | Memoria dati | Note                                               |
| ----- | ---------------------- | ------------ | -------------------------------------------------- |
| 8020  | 1 KB ROM               | 64 B RAM     | 8048 a 20 pin, solo 13 linee di I/O                |
| 8021  | 1 KB ROM               | 64 B RAM     | 8048 a 28 pin, solo 21 linee di I/O                |
| 8022  | 2 KB ROM               | 64 B RAM     | 8048 con convertitore analogico/digitale integrato |
| 8035  | ---                    | 64 B RAM     |                                                    |
| 8039  | ---                    | 128 B RAM    |                                                    |
| 8040  | ---                    | 256 B RAM    |                                                    |
| 8048  | 1 KB ROM               | 64 B RAM     | Capostipite della serie                            |
| 8049  | 2 KB ROM               | 128 B RAM    |                                                    |
| 8050  | zocc. ROM esterno      | 256 B RAM    |                                                    |
| 8748  | 1 KB EPROM             | 64 B RAM     |                                                    |
| 8749  | 2 KB EPROM             | 128 B RAM    |                                                    |
| 8648  | 1 KB OTP EPROM         | 64 × 8 RAM   | OTP EPROM scritta in fabbrica                      |

| Micro  | Mem. programma interna | Memoria dati | Note                                    |
| ------ | ---------------------- | ------------ | --------------------------------------- |
| 8041   | 1 KB ROM               | 64 B RAM     | Universal Peripheral Interface (UPI)    |
| 8041AH | 1 KB ROM               | 128 B RAM    | UPI                                     |
| 8741A  | 1 KB EPROM             | 64 B RAM     | UPI, versione con EPROM dell'8041       |
| 8741AH | 1 KB OTP EPROM         | 128 B RAM    | UPI, versione con OTP EPROM dell'8041AH |
| 8042AH | 2 KB ROM               | 256 B RAM    | UPI                                     |
| 8742   | 2 KB EPROM             | 128 B RAM    | UPI, versione con EPROM dell'8048       |
| 8742AH | 2 KB OTP EPROM         | 256 B RAM    | UPI, versione con OTP EPROM dell'8042AH |

## Utilizzi
La serie MCS-48 è stata utilizzata in alcuni microcomputer, giochi arcade e console giochi prodotti fra la fine degli anni settanta ed i primi anni ottanta del XX secolo.
L'IMSAI 8048 è stato un microcomputer basato sull'Intel 8048 realizzato da IMS Associates, Inc., il produttore dell'IMSAI 8080.
L'Intel 8048 è stato utilizzato come CPU nella console domestica Magnavox Odyssey², nota in Europa con il nome di Philips Videopac.
Un Intel 8035 (la versione senza ROM interna) è stato utilizzato come chip sonoro nel videogioco arcade Donkey Kong e nel suo seguito, Donkey Kong Jr..
Un Intel 8048 è stato utilizzato all'interno della tastiera del primo PC IBM per la lettura dei tasti premuti dall'utente e l'invio dei relativi codici al sistema centrale.

## Galleria d'immagini

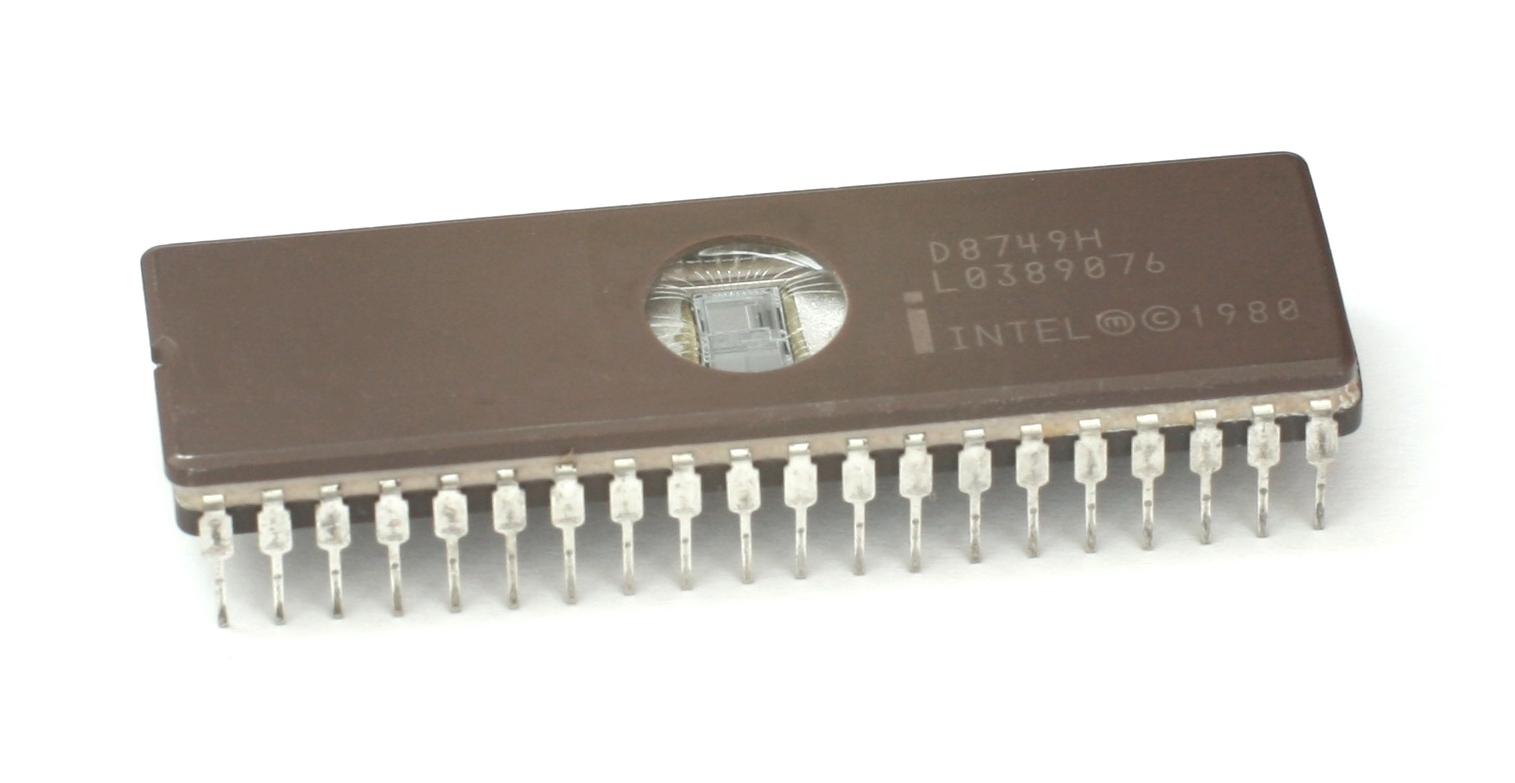
Il microcontrollore Intel 8749 con EPROM cancellabile.
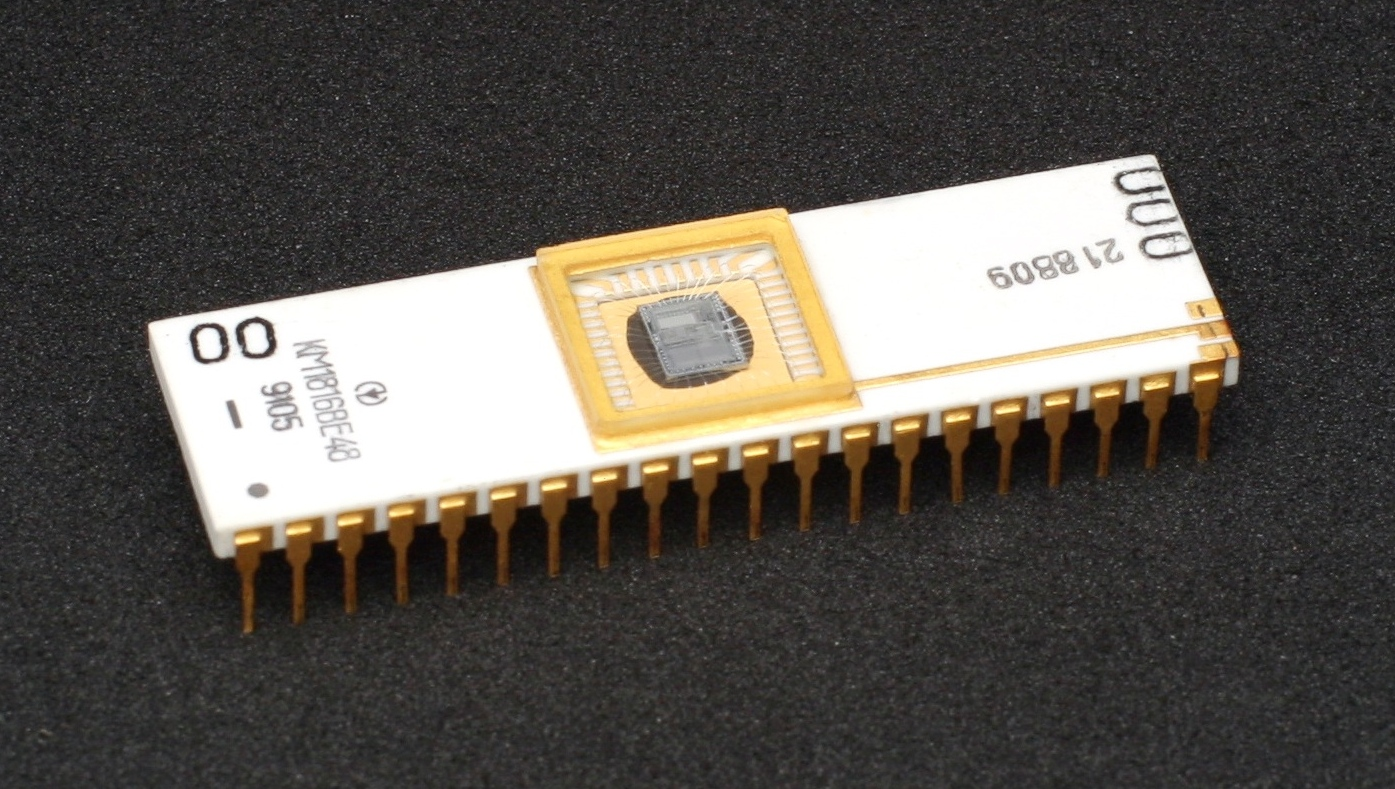
L'USSR KM1816BE48, un clone sovietico dell'Intel 8748.
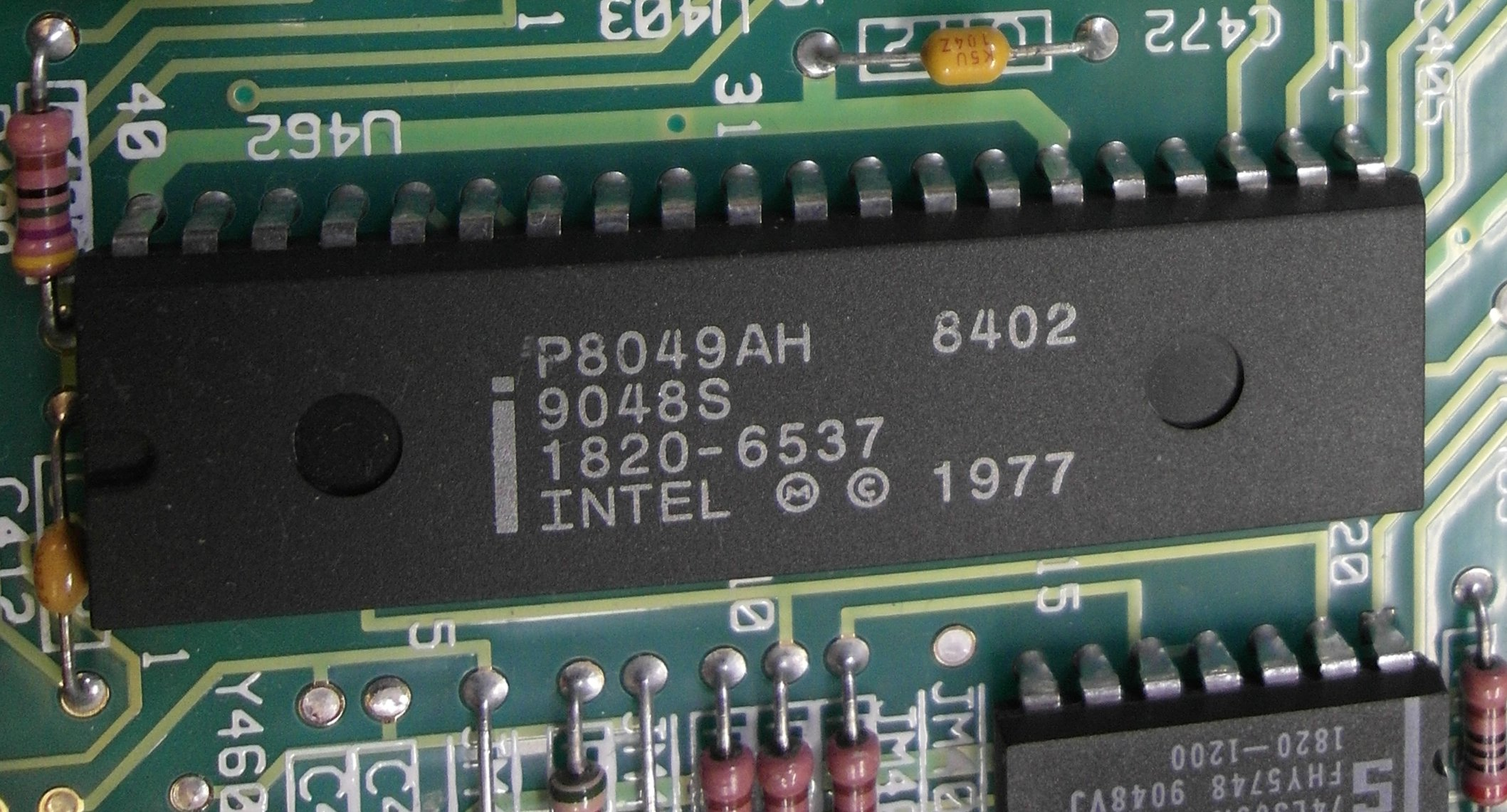
L'Intel 8049, qui all'interno del multimetro HP3478A.